# De Lift
De Lift (Brasil, O Elevador Assassino ou O Elevador Sem Destino; Portugal, O Elevador) é um filme neerlandês dirigido por Dick Maas em 1983.

## Enredo
Em um prédio em Amsterdã, um elevador inexplicavelmente começa a funcionar sozinho. Depois que uma tempestade com raios causa uma falha de energia e prende quatro pessoas no elevador, o elevador não abre mesmo após uma restauração de energia subsequente, e os passageiros quase sufocam. Logo, avarias subsequentes se mostram fatais quando um cego idoso cai para a morte quando as portas do elevador se abrem para um poço vazio, o vigia noturno do prédio é decapitado e um zelador é aparentemente queimado vivo.
Felix Adelaar, um técnico da empresa de elevadores Deta Liften, começa a examinar o sistema elétrico na tentativa de encontrar quaisquer anomalias. Durante várias inspeções, ele conhece Mieke de Beer, jornalista do "De Nieuwe Revu", um tablóide local. Quando as inspeções não revelam problemas aparentes com o sistema elétrico, Felix fica obcecado com o mau funcionamento contínuo do elevador; isso tem um impacto negativo em seu casamento, pois sua esposa Saskia começa a suspeitar que ele está tendo um caso. Quando Felix faz mais uma visita ao prédio, ele percebe uma van estacionada do lado de fora da Rising Sun, fabricante de microprocessadores para automação e fornecedora secreta de microprocessadores experimentais para Deta Liften. Felix e Mieke, depois de coletar recortes de jornais sobre a Rising Sun, tentam se encontrar com o CEO da empresa, que age nervoso e responde abruptamente.
Mieke convida Felix para se encontrar com seu ex-professor universitário especializado em eletrônica. O professor explica a sensibilidade dos microprocessadores a fatores externos, como campos elétricos, campos magnéticos e radioatividade, que prejudicam o bom funcionamento. Ele conta sobre um computador construído anos atrás que de repente começou a se Rising Sun autoprogramar e saiu do controle. Na manhã seguinte, o chefe de Felix o suspende com raiva por sua visita não autorizada a . Naquela noite, os proprietários do Deta Liften e do Rising Sun se reúnem para discutir como impedir que o processador do computador do elevador, construído com material orgânico, mate pessoas.
Saskia deixa Felix, levando seus filhos com ela. Sem mais nada a perder, Felix vai ao prédio para resolver o mistério do elevador. Ele descobre que o elevador tem uma mente senciente quando tenta impedi-lo de acessar seu microprocessador. Em vez disso, Felix sobe no poço do elevador e encontra uma caixa pulsante; Dentro há uma gosma pegajosa cobrindo um chip de silício - o coração do elevador. Enquanto Felix ataca a caixa com uma chave inglesa, o elevador usa seu contrapeso para desequilibrá-lo. Ele consegue pousar em uma saliência logo abaixo das portas do elevador e é resgatado por Mieke pouco antes de o elevador ser capaz de esmagá-lo.
Quando o CEO da Rising Sun chega para ver que seu experimento falhou, ele saca uma pistola e dispara no biocomputador para aparentemente matá-lo. O computador então atira em um dos cabos quebrados para arrastá-lo para dentro do poço e o enforca. Enquanto Felix e Mieke, abalados, descem as escadas, o batimento cardíaco do elevador continua.

## Elenco
- Huub Stapel - Felix Adelaar
- Willeke van Ammelrooy - Mieke de Beer
- Josine van Dalsum - Saskia Adelaar
- Liz Snoyink - mulher no elevador
- Wiske Sterringa - mulher no elevador
- Agnes Schuch - trabalhador
- Arnica Elsendoorn - cunhada
- Carola Gijsbers van Wijk - amante

## Prêmios e indicações

### Prêmios
Festival de Cinema dos Países Baixos
- Melhor diretor - Dick Maas (1983)[2]

 Festival de Cinema Fantástico de Avoriaz
- Melhor filme (1984)[3]